# Johnny Hall
Johnny Hall (16 febbraio 1991) è un calciatore samoano, attaccante del Brookvale.

## Carriera

### Club
Ha sempre giocato nel campionato australiano.

### Nazionale
Tra il 2015 ed il 2016 ha collezionato 8 presenze con la nazionale samoana, con cui ha anche partecipato alla Coppa d'Oceania 2016.